# Palaiokastro (Ios)
Pour les articles homonymes, voir Palaiokastro (homonymie).
Palaiokastro ou Paleókastro (grec moderne : Παλαιόκαστρο), littéralement « Vieux château » en grec, est une ancienne forteresse d'origine byzantine, située sur la côte est de l'île de Ios, dans les Cyclades, en Grèce. 

## Description
Les ruines de la forteresse se trouvent au sommet d'une colline, à 275 mètres d'altitude,.

## Histoire
Le château (maintenant en ruines) est construit à la fin du XIVe siècle sur les fondations d'une ancienne forteresse byzantine par Marco, un fils de Francesco Ier Crispo, duc de Naxos, afin de sécuriser l'île de Ios, alors menacée par les pirates, probablement turcs.